# Twierdzenie Krulla
Twierdzenie Krulla – twierdzenie teorii pierścieni mówiące o istnieniu ideałów maksymalnych w dowolnym nietrywialnym pierścieniu z jedynką lub równoważnie: każdy ideał właściwy jest zawarty w pewnym ideale maksymalnym danego nietrywialnego pierścienia z jedynką. Twierdzenie to zostało sformułowane w 1929 roku przez Wolfganga Krulla i jest równoważne z aksjomatem wyboru (gdyż wykorzystuje równoważny z nim lemat Kuratowskiego-Zorna).
Poniższy dowód obowiązuje dla ideałów lewostronnych bądź w pierścieniach przemiennych dla ideałów obustronnych; obowiązuje on mutatis mutandis dla ideałów prawostronnych.

## Dowód
Niech {\displaystyle {\mathcal {I}}} oznacza rodzinę wszystkich ideałów właściwych pierścienia {\displaystyle R} zawierających ustalony ideał {\displaystyle I,} częściowo uporządkowaną relacją zawierania. Należy wykazać, że w niepustej rodzinie {\displaystyle {\mathcal {I}}} (należy do niej {\displaystyle I}) istnieje element maksymalny – jest to szukany ideał maksymalny pierścienia {\displaystyle R.} Niech {\displaystyle {\mathcal {L}}} będzie łańcuchem w {\displaystyle {\mathcal {I}},} wówczas jeśli {\displaystyle I_{1},I_{2}\in {\mathcal {L}},} to {\displaystyle I_{1}\subseteq I_{2}} lub {\displaystyle I_{1}\supseteq I_{2}.}
Wystarczy więc dowieść, że {\displaystyle J=\bigcup {\mathcal {J}}} należy do {\displaystyle {\mathcal {I}},} a ponieważ {\displaystyle I\subseteq J,} to pozostaje sprawdzić, że {\displaystyle J} jest ideałem właściwym:
- Otóż jeśli {\displaystyle a,b\in J,} to istnieją ideały {\displaystyle I_{1},I_{2}\in {\mathcal {L}},} dla których {\displaystyle a\in I_{1}} i {\displaystyle b\in I_{2}.} Przyjmując dla ustalenia uwagi {\displaystyle I_{1}\subseteq I_{2}} otrzymuje się, iż {\displaystyle a,b\in I_{2},} skąd {\displaystyle a+b\in I_{2},} czyli {\displaystyle a+b\in J} (podobnie dla {\displaystyle I_{2}\subseteq I_{1}}); ponadto jeśli {\displaystyle r\in R} oraz {\displaystyle a\in J,} to istnieje wtedy taki ideał {\displaystyle I_{1}\in {\mathcal {J}},} że {\displaystyle a\in I_{1},} wtedy {\displaystyle ra\in I_{1},} skąd {\displaystyle ra\in J.} Wynika stąd, że {\displaystyle J} jest ideałem.
- Ideał {\displaystyle I} jest właściwy wtedy i tylko wtedy, gdy {\displaystyle 1\notin I} (jeśli {\displaystyle 1\in I,} to {\displaystyle r1\in I} dla dowolnego {\displaystyle r\in R} oznacza, że {\displaystyle I=R;} z drugiej strony jeżeli {\displaystyle I=R,} to {\displaystyle 1\in I}). Skoro wszystkie ideały należące do {\displaystyle {\mathcal {J}}} są właściwe, to żaden z nich nie zawiera jedynki, czyli również {\displaystyle 1\notin J,} co oznacza, że {\displaystyle J} także jest właściwy.

W ten sposób {\displaystyle J\in {\mathcal {I}},} a ponieważ suma każdego łańcucha w {\displaystyle {\mathcal {I}}} należy do {\displaystyle {\mathcal {I}},} to z wniosku do lematu Kuratowskiego-Zorna wynika, że w rodzinie {\displaystyle {\mathcal {I}}} istnieje element (ideał) maksymalny.